# Charly Bérard
Charles „Charly“ Bérard (* 27. September 1955 in Nizza) ist ein ehemaliger französischer Radrennfahrer und Trainer im Radsport.

## Sportliche Laufbahn
Bérard war im Bahnradsport und im Straßenradsport aktiv. Als Amateur konnte er rund 65 Siege verbuchen, darunter den Circuit du Morvan und die Tour d'Île-de-France 1978.
Von 1980 bis 1988 war er Berufsfahrer und einige Jahre Domestik von Bernard Hinault. 1985 holte er Etappensiege in der Tour de Suisse und im Critérium international. 1987 gewann er die Trophée des Grimpeurs vor Gilles Sanders. Zweiter wurde er im Critérium international und in der französischen Straßenmeisterschaft 1985 sowie im Grand Prix de Cannes 1986.
Die Tour de France bestritt er siebenmal. 1981 wurde er 27., 1982 16., 1983 56, 1984 49., 1986 44., 1987 59. und 1988 40. Im Giro d’Italia war er zweimal am Start. 1982 wurde er 42., 1986 beendete er die Rundfahrt nicht. Bei den Straßenradsport-Weltmeisterschaften 1981 wurde er 60., 1985 29., 1986 kam er nicht ins Ziel.

## Berufliches
Bérard war von 1999 bis 2003 Nationaltrainer der französischen Straßenfahrer und auch als Trainer in Radsportvereinen tätig.